# Bazlama

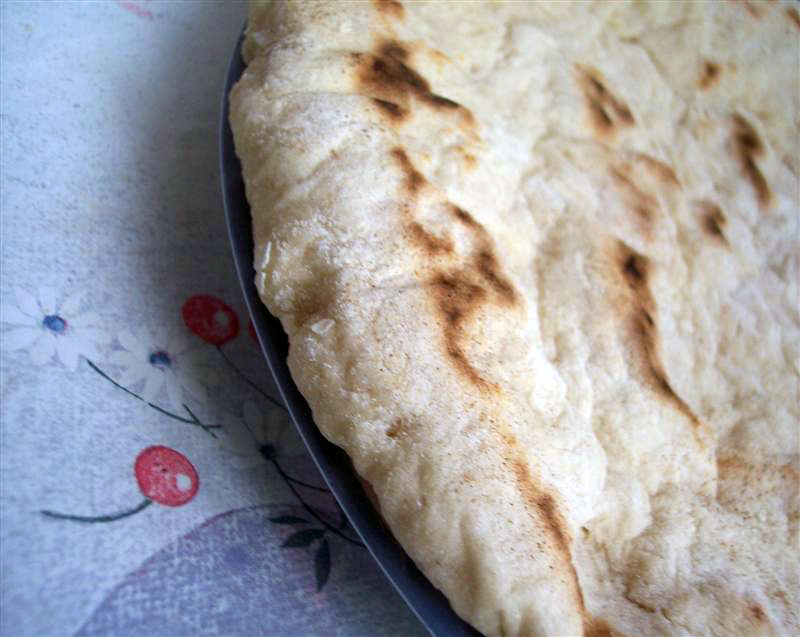
Bazlama

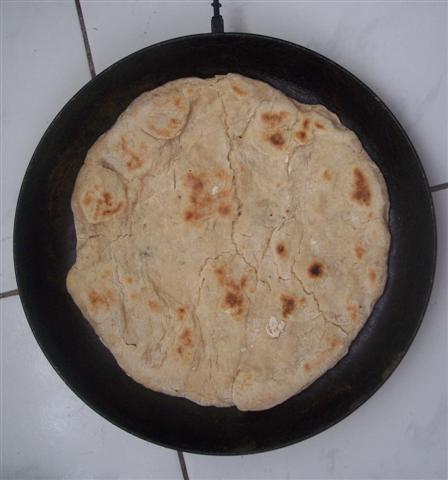
Bazlama in een pan

Bazlama is een soort plat brood, populair in Turkije en lijkt op een dikkere versie van het pitabroodje. Het is het traditioneel brood op het platteland en wordt vaak ook verkocht op markten. Bazlama wordt geserveerd bij elke maaltijd, maar het kan ook worden gegeten als sandwich of geserveerd naast een currystoofschotel.

## Ingrediënten
De volgende ingrediënten worden gebruikt: de eenvoudigste versie bevat meel, water, zout en gist. Meel kan wit meel of een combinatie van tarwe- en roggemeel zijn. Een andere versie van het brood bevat yoghurt (extra fermentatie naast de gebruikte gist). Olijfolie en een snufje suiker wordt soms toegevoegd.
Het deeg wordt gemengd als een typisch brooddeeg en het wordt ook voorgerezen (de gist in warm water en vervolgens toevoegen van meel, zout en andere bestanddelen). Het deeg wordt gekneed, waarna het enkele uren rijst op een warme, tochtvrije plaats. Het rijzen duurt ten minste drie uur, en soms zelfs een nacht.
Na het rijzen wordt het deeg verdeeld in stukken en de stukken worden gevormd tot ballen. Elke bal wordt ingedrukt of uitgerold tot een grote schijf. De schijven deeg worden gebakken, steeds een tegelijk.
In Turkse dorpen wordt bazlama traditioneel gebakken boven een houtvuur. Elke schijf deeg wordt op een vlakke pan van klei of gietijzer, die direct op het vuur wordt geplaatst. Het brood wordt aan beide kanten gebakken totdat het bruin en gaar is. Deze platte broden kunnen ook worden gebakken in een gietijzeren koekenpan of andere zware pan op een kookplaat.

## Serveren
Dit brood is het lekkerst als het onmiddellijk geserveerd wordt na het bakken, maar afgekoelde broden kunnen ook worden opgewarmd. Geef bij bazlama een beetje boter of olijfolie; het wordt soms gegeten als ontbijt met verse thee. Het beboterde brood wordt ook geserveerd als bijgerecht bij curry of jus bij een latere maaltijd.
Bakkers in Turkse markten bieden vaak belegde bazlama aan om hongerige klanten te bedienen. Wanneer iemand een bazlama bestelt, splitst de verkoper het brood in twee dunne helften, vult, naar wens van de klant, het met kaas of ander beleg. Het gevulde brood wordt vervolgens verwarmd en geserveerd.